# Giancarlo Ghirardi
Giancarlo Ghirardi, auch Gian Carlo,  (* 28. Oktober 1935 in Mailand; † 1. Juni 2018 in Grado)  war ein italienischer Physiker und Hochschullehrer an der Universität Triest, der sich mit den Grundlagen der Quantenmechanik befasste.

## Karriere
Ghirardi studierte Physik in Mailand mit dem Abschluss (Laurea) 1959. Einige Jahre später ging er nach Triest, wo er 42 Jahre lang Professor für theoretische Physik war.
Er ist bekannt für die GRW-Theorie mit Tullio Weber und Alberto Rimini zu den Grundlagen der Quantenmechanik. Sie führten 1984 zur Erklärung des Kollapses der Wellenfunktion beim Messprozess eine nichtlineare stochastische Erweiterung der Schrödingergleichung ein, die auch den Messprozess (räumliche Lokalisierung eines Indikators). Die stochastische Lokalisierungsrate nimmt mit der Anzahl der Teilchen zu, macht sich also insbesondere bei makroskopischen Objekten bemerkbar (siehe Dynamische-Kollaps-Theorie). Die Autoren nannten ihre Theorie Quantenmechanik mit spontaner Lokalisierung, John Stewart Bell, der die Theorie positiv aufnahm (insbesondere da es Hinweise gab, dass sie Lorentz-invariant formuliert werden konnte), nannte sie nach den Anfangsbuchstaben der Namen der Autoren GRW.
Mit Weber und Rimini arbeitete er schon 1964 über Streutheorie zusammen und 1973 über die Quantenmechanik von Zerfallsprozessen. Sein Interesse für Grundlagen der Quantenmechanik wurde durch die Internationale Physiker-Schule 1970 in Varenna zu diesem Thema angeregt und das 1971 erschienene Buch Conceptual Foundations of Quantum Mechanics von Bernard d’Espagnat.
Von ihm stammt auch ein populärwissenschaftliches Buch über die Grundlagen der Quantenmechanik. Er war im Herausgebergremium von Foundations of Physics und Studies in History and Philosophy of Science.  Er war Mitglied der Académie Internationale de Philosophie des Sciences.  Er war im Rat des International Centre for Theoretical Physics (ICTP) in Triest.

## Schriften (Auswahl)
- Sneaking a Look at God's Cards: Unraveling the Mysteries of Quantum Mechanics, Princeton UP 2007 eingeschränkte Vorschau in der Google-Buchsuche
- Herausgeber mit Shyam Wuppuluri:  Space, Time and the Limits of Human Understanding, Springer 2017
- mit Luciano Fonda: Symmetry principles in quantum physics, Dekker 1970
- mit Jean Bricmont, Detlef Dürr, Francesco Petruccione, Maria Carla Galavotti, Nino Zanghi (Hrsg.): Chance in Physics: Foundations and Perspectives, Lecture notes in physics 574, Springer 2001 (darin von Ghirardi: Perspectives of the Dynamical Reduction Program).